# Festival film Jakmèl
Le Festival film Jakmèl est un festival de cinéma haïtien célébré dans la ville balnéaire de Jacmel, en Haïti, de 2004 à 2007. Il s'agit d'une cérémonie annuelle célébrant le cinéma mondial contemporain, tout en divertissant le public et en fournissant un aperçu culturel via le cinéma. Le cinéma local haïtien est récompensé au même titre que d'autres films. Environ 50 000 personnes assistent au festival chaque année.
Le festival a été fondé par David Belle, un cinéaste américain vivant en Haïti, et Patrick Boucard, un artiste haïtien fondateur d'une organisation culturelle à Jacmel. De nombreux réalisateurs de renommée internationale y ont participé, en provenance de plus de 30 pays tels que l'Espagne, Cuba, les États-Unis, la France et le Canada.
La fondation du festival a créé l'école de cinéma Siné Lékol qui compte 26 boursiers en 2008. La dernière salle diffusant des longs-métrages ferme en 2009.
Après, le séisme de 2010 en Haïti, Jacmel est sérieusement endommagé. Durant les années 2010, d'autres initiatives fleurissent à Jacmel comme les Rencontres cinématographique Les Lumières du sud en janvier 2019, organisées par Guetty Felin. Le Ciné Institute de Jacmel est créé en 2019, au sein de l'institut d'artistes de Jacmel.